# Ажанкур (Златна обала)
Ажанкур (фр. Agencourt) насеље је и општина у источном делу централне Француске у региону Бургундија-Франш-Конте, у департману Златна обала која припада префектури Бон.
По подацима из 2011. године у општини је живело 415 становника, а густина насељености је износила 98,81 становника/km². Општина се простире на површини од 4,2 km². Налази се на средњој надморској висини од 228 метара (максималној 237 m, а минималној 209 m).

## Демографија
| 1962. | 1968. | 1975. | 1982. | 1990. | 1999. | 2011. |
| ----- | ----- | ----- | ----- | ----- | ----- | ----- |
| 181   | 183   | 236   | 268   | 361   | 422   | 415   |

График промене броја становника у току последњих година